# Municipio de Huff (Indiana)
El municipio de Huff (en inglés: Huff Township) es un municipio ubicado en el condado de Spencer en el estado estadounidense de Indiana. En el año 2010 tenía una población de 1156 habitantes y una densidad poblacional de 10,34 personas por km².

## Geografía
El municipio de Huff se encuentra ubicado en las coordenadas 38°1′23″N 86°51′1″O / 38.02306, -86.85028. Según la Oficina del Censo de los Estados Unidos, el municipio tiene una superficie total de 111.78 km², de la cual 109,7 km² corresponden a tierra firme y (1,86 %) 2,08 km² es agua.

## Demografía
Según el censo de 2010, había 1156 personas residiendo en el municipio de Huff. La densidad de población era de 10,34 hab./km². De los 1156 habitantes, el municipio de Huff estaba compuesto por el 98,88 % blancos, el 0,17 % eran afroamericanos, el 0,43 % eran asiáticos, el 0,17 % eran de otras razas y el 0,35 % eran de una mezcla de razas. Del total de la población el 0,95 % eran hispanos o latinos de cualquier raza.